# Správní obvod obce s rozšířenou působností Sedlčany
Správní obvod obce s rozšířenou působností Sedlčany je od 1. ledna 2003 jedním ze tří správních obvodů rozšířené působnosti obcí v okrese Příbram ve Středočeském kraji. Čítá 22 obcí, z toho 3 města a 1 městys.
Město Sedlčany je zároveň obcí s pověřeným obecním úřadem, přičemž oba správní obvody jsou územně totožné.

## Seznam obcí
Poznámka: Města jsou vyznačena tučně, městyse kurzívou, části obcí malince.
- Dublovice (Břekova Lhota, Dublovice, Chramosty, Líchovy, Zvírotice)
- Jesenice (Boudy, Dobrošovice, Dolce, Doublovičky, Hulín, Jesenice, Martinice, Mezné, Vršovice)
- Klučenice (Kamenice, Klučenice, Kosobudy, Koubalova Lhota, Planá, Voltýřov, Zadní Chlum)
- Kňovice (Kňovice, Kňovičky, Úsuší)
- Kosova Hora (Dobrohošť, Dohnalova Lhota, Janov, Kosova Hora, Lavičky, Lovčice, Přibýška, Vysoká)
- Krásná Hora nad Vltavou (Hostovnice, Krásná Hora nad Vltavou, Krašovice, Mokřice, Plešiště, Podmoky, Švastalova Lhota, Tisovnice, Vletice, Vrbice, Zhoř)
- Křepenice
- Milešov (Klenovice, Milešov, Přední Chlum)
- Nalžovice (Hluboká, Chlum, Nalžovice, Nalžovické Podhájí, Nová Ves, Oboz)
- Nedrahovice (Bor, Kamenice, Nedrahovice, Nedrahovické Podhájí, Radeč, Rudolec, Trkov, Úklid)
- Nechvalice (Bratřejov, Bratříkovice, Březí, Dražka, Hodkov, Huštilář, Chválov, Křemenice, Libčice, Mokřany, Nechvalice, Rážkovy, Ředice, Ředičky, Setěkovy, Vratkov)
- Osečany (Osečany, Paseky, Velběhy)
- Petrovice (Brod, Kojetín, Krchov, Kuní, Kuníček, Mašov, Mezihoří, Obděnice, Ohrada, Petrovice, Porešín, Radešice, Radešín, Skoupý, Týnčany, Vilasova Lhota, Zahrádka, Žemličkova Lhota)
- Počepice (Oukřtalov, Počepice, Rovina, Skuhrov, Vitín)
- Prosenická Lhota (Břišejov, Klimětice, Luhy, Prosenice, Prosenická Lhota, Suchdol)
- Příčovy
- Radíč (Dubliny, Hrazany, Radíč, Žďár)
- Sedlčany (Doubravice, Hradišťko, Libíň, Oříkov, Sedlčany, Sestrouň, Solopysky, Třebnice, Vítěž, Zberaz)
- Sedlec-Prčice (Bolechovice, Bolešín, Božetín, Divišovice, Dvorce, Chotětice, Jetřichovice, Kvasejovice, Kvašťov, Lidkovice, Malkovice, Matějov, Měšetice, Monín, Moninec, Mrákotice, Myslkov, Náhlík, Násilov, Nové Dvory, Prčice, Přestavlky, Rohov, Sedlec, Staré Mitrovice, Stuchanov, Sušetice, Šanovice, Uhřice, Včelákova Lhota, Veletín, Víska, Vozerovice, Vrchotice, Záběhlice, Záhoří a Kozinec)
- Svatý Jan (Bražná, Brzina, Drážkov, Hojšín, Hrachov, Řadovy, Skrýšov, Svatý Jan)
- Štětkovice (Bořená Hora, Chrastava, Sedlečko, Štětkovice)
- Vysoký Chlumec (Bláhova Lhota, Hrabří, Hradce, Jezvina, Pořešice, Vápenice, Víska, Vysoký Chlumec)

## Obyvatelstvo
| Rok  | Obyv.  | ± %    |
| ---- | ------ | ------ |
| 1869 | 36 121 | —      |
| 1880 | 36 172 | +0,1 % |
| 1890 | 35 349 | −2,3 % |
| 1900 | 34 055 | −3,7 % |
| 1910 | 32 023 | −6 %   |

| Rok  | Obyv.  | ± %     |
| ---- | ------ | ------- |
| 1921 | 30 901 | −3,5 %  |
| 1930 | 28 475 | −7,9 %  |
| 1950 | 22 641 | −20,5 % |
| 1961 | 22 819 | +0,8 %  |
| 1970 | 22 186 | −2,8 %  |

| Rok  | Obyv.  | ± %    |
| ---- | ------ | ------ |
| 1980 | 22 970 | +3,5 % |
| 1991 | 22 923 | −0,2 % |
| 2001 | 22 274 | −2,8 % |
| 2011 | 22 051 | −1 %   |
| 2021 | 21 782 | −1,2 % |